# Ángeles López de Ayala
Ángeles López de Ayala y Molero (Sevilla, 21 de septiembre de 1858-Barcelona, 29 de enero de 1926) fue una dramaturga, narradora, periodista y activista política española, considerada una de las principales intelectuales feministas españolas de finales del siglo XIX y comienzos del siglo XX. De ideología republicana, feminista y afiliada a la francmasonería, impulsó la creación de la Sociedad Autónoma de Mujeres de Barcelona (1892), que es considerada la primera organización feminista de España, junto a la anarquista Teresa Claramunt Creus y la espiritista Amàlia Domingo, y de la Sociedad Progresiva Femenina en 1898. Férrea defensora de los derechos de la mujer, afirmaba que las mujeres habían de emanciparse tanto de la Iglesia como de la supremacía masculina. 

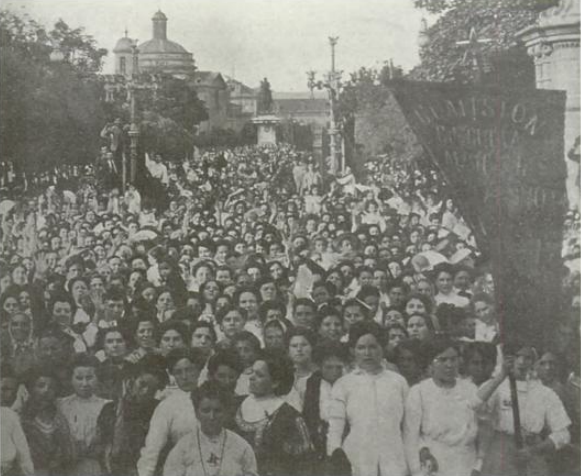
Manifestación de mujeres de Barcelona, convocadas por Ángeles López de Ayala, el 10 de julio de 1910, a favor de la educación laica.

## Biografía
Ángeles López de Ayala era hija de Gonzalo López de Ayala y de Asunción Molero y Valdivia, y además sobrina del escritor y político Adelardo López de Ayala. A los ocho años de edad quedó huérfana de madre, por lo que su padre decidió dejar su crianza y educación en manos de unos familiares, en Morón de la Frontera y luego trasladándose a Zahara de la Sierra. Recibió una primera instrucción en el Convento de Santa Catalina, en Osuna; posteriormente entró como novicia en el Convento de Santa María, en Marchena. Sin embargo, debido a su escasa vocación religiosa, decidió abandonar el monasterio al cabo de dos años, encontrando si vocación de escritora.
Con dieciséis años de edad dio por concluida una novela en cuatro tomos, titulada El triunfo de la virtud, y al poco tiempo comenzó a colaborar en publicaciones como La Educación, El Fígaro, El Hispalense y El Disparate. 
Se casó en 1881, instalándose en Madrid junto a su esposo. Perdió a su padre y a su dos hermanos a finales de los años 1880.
En 1887 publicó la obra Los terremotos de Andalucía o Justicia de Dios. Al mismo tiempo inició una campaña pública en contra de la institución monárquica, siendo arrestada durante un corto tiempo. En 1889, habiéndose mudado a Santander, su hogar sufrió un atentado.
A poco de cumplir sus 30 años de edad, en 1888, se trasladó a Barcelona. Allí fundó el semanario El Progreso (1896), de ideología Republicana y que trataba el problema de la mujer, El Gladiador (1906), que se ocupaba de la condición de la mujer y de la lucha feminista en todos los campos,  El Libertador (1910), que tenía el eslogan Periódico defensor de la mujer y órgano del librepensamiento, y El Gladiador del Librepensamiento (1914), que desaparecería en 1920, juntamente con la Sociedad Progresiva. Debido a las persecuciones de las autoridades pasó tres largas temporadas en la cárcel por sus actividades políticas y periodísticas.
Ángeles financiaba una escuela laica nocturna, la cual fuera propulsora para la creación de la Sociedad Progresiva Femenina, en la que se afianzó el funcionamiento de una escuela diurna para niñas y otra nocturna para adultos. Dicha asociación estaba estrechamente ligada a la Logia Constante Alona a la que pertenecía López de Ayala, y de la que había sido secretaria en 1895.
Creó además un orfeón y una compañía de teatro.
Ángeles López de Ayala organizó, con la ayuda del lerrouxismo «la manifestación femenina más importante y multitudinaria de la Restauración bajo la bandera de la emancipación de la mujer, del librepensamiento y de la república», llevada a cabo en Barcelona, el 10 de julio de 1910. El objeto de la marcha era expresar su apoyo a una propuesta del político español José Canalejas. Con la manifestación se logró entregar al gobernador civil un mensaje, suscrito con unas 22 000 firmas, en el que se declaraba que todas las españolas eran católicas, pero no clericales.

## Obras
Éstas son algunas de las obras escritas por Ángeles López de Ayala:
- Lo que conviene a un marido, 1880. Teatro.
- Don Gonzalo de Córdoba, 1880. Teatro.[5]
- El triunfo de la virtud, 1881. Novela.
- Los terremotos de Andalucía o Justicia de Dios. Madrid: Tip. Huérfanos, 1886. Novela.
- Cuentos y cantares para los niños. Madrid: José Matarredona, 1888. Cuentos.
- De tal siembra tal cosecha. Barcelona: Maucci, 1889. Teatro.[11]
- Absurdos sociales, Barcelona, 1899. Novela.[5]
- Primitivo, 1900. Libro de lectura.[5]

Además de aportar con colaboraciones en: La Educación, El Fígaro, El Hispalense, El Disparate, La Publicidad de Madrid, La Ilustración Madrileña, El Clamor zaragozano, El Diluvio, La Humanidad, El Gladiador de Jaén y El Fénix de Santander.